# Radonín (Žďár nad Sázavou)
Radonín (německy Radonin) je malá vesnice, část okresního města Žďár nad Sázavou. Nachází se asi 2 km na jih od Žďáru nad Sázavou. Prochází zde silnice II/353.
Radonín leží v katastrálním území Město Žďár o výměře 19,84 km2.

## Historie
První písemné zmínky o Radoníně máme z r. 1353, ale název se vztahoval k lesu, patřícímu žďárskému cisterciáckému klášteru.V roce 1521 stál v tomto území grunt a stavěl se rybník. V 18. stol. zde vznikl klášterský panský dvůr, tzv. Hamrmýlský dvůr a ten byl postupně prodáván soukromým majitelům. Nejdříve v r. 1771 mlýn a po zrušení kláštera další části jako lázeň, hostinec, administrativní budova, koželužna, palírna aj. Samotný vrchnostenský dvůr byl rozdělen v r. 1788 a vzniklo tak 12 samostatných jednotek. Obec byla nazvána původně jménem Hamrmýl, ale zakrátko byla už oficiálně jmenována jako Radonín.

## Současnost
Radonín je osadou města Žďár nad Sázavou. Zástavba je tvořena dvěma řadami souvisle uspořádaných usedlostí, které obklopují malou podlouhlou náves s kaplí uprostřed. Několik novějších rodinných domků stojí kolem spojovací cesty směrem k silnici II/353.
Pouť se slaví na svátek Narození Panny Marie na začátku září.
V r. 1930 zde bylo 16 domů a 23 bytových jednotek, žilo zde 98 obyvatel V roce 2009 zde bylo evidováno 23 adres.V roce 2001 zde trvale žilo 71 obyvatel.
Služby jsou dostupné v nedalekém Žďáře nad Sázavou. Autobusové spojení se Žďárem nad Sázavou, Jihlavou, Měřínem.